# Карабчевские
Карабчевские (пол. Karabczewski) — польский и русский дворянский род герба Остоя.
Восходит к середине XVI века. В начале XVII века одна ветвь Карабчевских переселилась из Подольской земли в Малороссию. Григорий Карабчевский, значковый товарищ, убит в Крымском походе (1775).
Род Карабчевских был внесён Герольдией во II и III части родословной книги Тверской, Тамбовской, Херсонской и Черниговской губерний.